# Широкоивичест мунго
Широкоивичест мунго (Galidictis fasciata) е вид бозайник от семейство Мадагаскарски мангустоподобни (Eupleridae). Видът е почти застрашен от изчезване.

## Разпространение и местообитание
Разпространен е в Мадагаскар.